# Liste der Kulturdenkmale in Osterburg (Altmark)
In der Liste der Kulturdenkmale in Osterburg (Altmark) sind alle  Kulturdenkmale der Hansestadt Osterburg (Altmark) und ihrer Ortsteile aufgelistet. Grundlage ist das Denkmalverzeichnis des Landes Sachsen-Anhalt, das auf Basis des Denkmalschutzgesetzes des Landes Sachsen-Anhalt vom 21. Oktober 1991 durch das Landesamt für Denkmalpflege und Archäologie Sachsen-Anhalt erstellt und seither laufend ergänzt wurde (Stand: 31. Dezember 2023).

## Kulturdenkmale nach Ortsteilen

### HansestadtOsterburg (Altmark)
| Lage | Bezeichnung                         | Beschreibung                                                            | Erfassungs- nummer | Ausweisungsart | Bild |
| --- | ----------------------------------- | ----------------------------------------------------------------------- | ------------------ | -------------- | --- |
| Bahnhofsallee 4 (Karte) | Villa                               | Villa                                                                   | 094 97136          | Baudenkmal     | BW |
| Bahnhofsallee 11 (Karte) | Bahnhof                             |                                                                         | 094 97348          | Baudenkmal     | Bahnhof |
| Bahnhofstraße 13 (Karte) | Wohnhaus                            |                                                                         | 094 97124          | Baudenkmal     | BW |
| Bergstraße 1, 2, 3, 4, 5, 6, 7, Burgstraße 8, 9, 10, 11, 12, 13, 14, 15, 16, 17, 18, 19, 20, 21, Großer Markt 1, 2, 3, 4, 9, 10, 11, 12, 13, 14, 15, 16, 17, Kirchstraße 1, 2, 3, 4, 5, 6, 7, 8, Kleiner Markt 1, 2, 3, 4, 8, 9, 10, 11, Naumannstraße 1, 3, Straße des Friedens 18, 19, 20, 21, 22 Wasserstraße 3, 4, 5, 6, 7, 8, 9, 12, 13, 14, 15, 16, 17, 18, 19, 20, Werbener Straße 1, 20 (Karte) | Altstadt                            |                                                                         | 094 97351          | Denkmalbereich | [[Vorlage:Bilderwunsch/code!/C:52.790596,11.753746!/D:Bergstraße 1, 2, 3, 4, 5, 6, 7, Burgstraße 8, 9, 10, 11, 12, 13, 14, 15, 16, 17, 18, 19, 20, 21, Großer Markt 1, 2, 3, 4, 9, 10, 11, 12, 13, 14, 15, 16, 17, Kirchstraße 1, 2, 3, 4, 5, 6, 7, 8, Kleiner Markt 1, 2, 3, 4, 8, 9, 10, 11, Naumannstraße 1, 3, Straße des Friedens 18, 19, 20, 21, 22 Wasserstraße 3, 4, 5, 6, 7, 8, 9, 12, 13, 14, 15, 16, 17, 18, 19, 20, Werbener Straße 1, 20,!/\|BW]] |
| Bismarker Straße 64 (Karte) | VEB Projektierung Landbau Osterburg | Glasbild, am 8. Juli 2016 als Denkmal ausgewiesen                       |                    | Baudenkmal     | BW |
| Blumenstraße 6 (Karte) | Wohnhaus                            |                                                                         | 094 97504          | Baudenkmal     | BW |
| Blumenstraße 5, 6, 7, 8, 9, 10, 11 (Karte) | Straßenzeile                        | Neue Welt                                                               | 094 97143          | Denkmalbereich | BW |
| Breite Straße 9 Ecke Bismarker Straße (Karte) | Wohn- und Geschäftshaus             |                                                                         | 094 97131          | Baudenkmal     | BW |
| Breite Straße 13 Ecklage Blumenstraße (Karte) | Kaufhaus                            |                                                                         | 094 97169          | Baudenkmal     | BW |
| Breite Straße 20 (Karte) | Wohn- und Geschäftshaus             | Wohn- und Geschäftshaus                                                 | 094 97127          | Baudenkmal     | Wohn- und Geschäftshaus |
| Breite Straße 24 (Karte) | Wohn- und Geschäftshaus             | Wohn- und Geschäftshaus                                                 | 094 97126          | Baudenkmal     | Wohn- und Geschäftshaus |
| Breite Straße 42 (Karte) | Wohn- und Geschäftshaus             |                                                                         | 094 97129          | Baudenkmal     | BW |
| Breite Straße 46 (Karte) | Kreismuseum Osterburg               | ehemaliges Wohnhaus, jetzt als Kreismuseum genutzt                      | 094 97339          | Baudenkmal     | Kreismuseum Osterburg |
| Breite Straße 49 (Karte) | Wohnhaus                            | Wohnhaus                                                                | 094 97132          | Baudenkmal     | Wohnhaus |
| Breite Straße 52, 54 (Karte) | Wohnhaus                            |                                                                         | 094 97123          | Baudenkmal     | BW |
| Breite Straße 53 (Karte) | Wohn- und Geschäftshaus             | Wohn- und Geschäftshaus                                                 | 094 97120          | Baudenkmal     | Wohn- und Geschäftshaus |
| Breite Straße 57 (Karte) | Wohnhaus                            | Wohnhaus                                                                | 094 97125          | Baudenkmal     | Wohnhaus |
| Breite Straße 61 (Karte) | Wohnhaus                            | Wohnhaus                                                                | 094 97122          | Baudenkmal     | Wohnhaus |
| Breite Straße 63 (Karte) | Wohnhaus                            |                                                                         | 094 97121          | Baudenkmal     | BW |
| Breite Straße 75 (Karte) | Wohnhaus                            | Wohnhaus                                                                | 094 97347          | Baudenkmal     | Wohnhaus |
| Breite Straße 75, 73, 71, 69, 67, 65, 63, 61 (Karte) | Straßenzeile                        |                                                                         | 094 97173          | Denkmalbereich | BW |
| Burgstraße 8 (Karte) | Wohnhaus                            |                                                                         | 094 97346          | Baudenkmal     | BW |
| Burgstraße 15 (Karte) | Wohnhaus                            |                                                                         | 094 97151          | Baudenkmal     | BW |
| Burgstraße 16 (Karte) | Ackerbürgerhaus                     |                                                                         | 094 97152          | Baudenkmal     | BW |
| Burgstraße 18 im Denkmalbereich Altstadt (Karte) | Schule                              | Haus D des Markgraf-Albrecht-Gymnasiums (seit 2010)                     | 094 97153          | Baudenkmal     | BW |
| Burgstraße 21 (Karte) | Tagelöhnerhaus                      |                                                                         | 094 97154          | Baudenkmal     | BW |
| Düsedauer Straße, Stendaler Chaussee Abzweig Stendaler Chaussee/Düsedauer Straße, Flur 17, Flurstück 153/1 (Karte) | Tankstelle                          | Tankstelle                                                              | 094 97119          | Baudenkmal     | BW |
| Ernst-Thälmann-Straße 1 (Karte) | Verwaltungsgebäude                  | Verwaltungsgebäude                                                      | 094 97349          | Baudenkmal     | Verwaltungsgebäude |
| Ernst-Thälmann-Straße 16 (Karte) | Verwaltungsgebäude                  | Verwaltungsgebäude                                                      | 094 97134          | Baudenkmal     | Verwaltungsgebäude |
| Ernst-Thälmann-Straße 18 (Karte) | Wohnhaus                            | Wohnhaus                                                                | 094 97133          | Baudenkmal     | Wohnhaus |
| Fabrikstraße Flurstück Nr. 172, Flur 18 (Karte) | Friedhof                            | Judenfriedhof                                                           | 094 97344          | Baudenkmal     | BW |
| Flachsröthenstraße 10 (Karte) | Wohnhaus                            |                                                                         | 094 97462          | Baudenkmal     | BW |
| Großer Markt 10 (Karte) | Wohnhaus                            |                                                                         | 094 97148          | Baudenkmal     | Wohnhaus |
| Großer Markt 11 (Karte) | Wohnhaus                            |                                                                         | 094 97149          | Baudenkmal     | BW |
| Jüdenstraße 2 (Karte) | Wohnhaus                            |                                                                         | 094 97216          | Baudenkmal     | BW |
| Jüdenstraße 1, 2, 3, 13, 14, Straße des Friedens 50, 51, 52, 53, 54 (Karte) | Straßenzug                          |                                                                         | 094 97336          | Denkmalbereich | BW |
| Kirchstraße (Karte) | Sankt-Nikolai-Kirche                | Kirche gotische Backsteinkirche                                         | 094 97337          | Baudenkmal     | Weitere Bilder |
| Kirchstraße 4 (Karte) | Ackerbürgerhaus Kirchstraße 4       | Ackerbürgerhaus zweigeschossiger Fachwerkbau aus dem Jahr 1762          | 094 97159          | Baudenkmal     | Ackerbürgerhaus Kirchstraße 4 |
| Kirchstraße 6 (Karte) | Ackerbürgerhaus                     | Ackerbürgerhaus                                                         | 094 97158          | Baudenkmal     | BW |
| Kirchstraße 8 (Karte) | Wohnhaus                            | Wohnhaus                                                                | 094 97157          | Baudenkmal     | BW |
| Kirchstraße 28 Randlage (Karte) | Scheune                             |                                                                         | 094 97338          | Baudenkmal     | BW |
| Kirchstraße 32 (Karte) | Wohnhaus                            | Wohnhaus                                                                | 094 97155          | Baudenkmal     | Wohnhaus |
| Kleiner Markt Nordseite der Kirche (Karte) | Brunnen                             | Neptunbrunnen                                                           | 094 97350          | Baudenkmal     | Brunnen |
| Kleiner Markt 8 Ecke Kleiner Markt, Burgstraße (Karte) | Wohn- und Geschäftshaus             |                                                                         | 094 95113          | Baudenkmal     | BW |
| Kleiner Markt 9 (Karte) | Wohnhaus                            |                                                                         | 094 97144          | Baudenkmal     | BW |
| Kleiner Markt 10 (Karte) | Ackerbürgerhaus                     |                                                                         | 094 97145          | Baudenkmal     | BW |
| Kleiner Markt 11 (Karte) | Wohnhaus                            |                                                                         | 094 97146          | Baudenkmal     | BW |
| Lindenstraße, Puschkinallee Flurstück Nr. 757/181, 187/2. Lindenstraße/Ecke Puschkinallee (Karte) | Park                                | Schillerplatz, Seminaristengedenkstein                                  | 094 97340          | Baudenkmal     | BW |
| Naumannstraße 1 (Karte) | Wohnhaus                            |                                                                         | 094 97345          | Baudenkmal     | BW |
| Naumannstraße 3 (Karte) | Wohnhaus                            |                                                                         | 094 97165          | Baudenkmal     | BW |
| Naumannstraße 17, Ecke Kirchstraße (Karte) | Wohn- und Geschäftshaus             |                                                                         | 094 97140          | Baudenkmal     | BW |
| Naumannstraße 30 Ecklage Wallpromenade (Karte) | Villa                               |                                                                         | 094 97117          | Baudenkmal     | BW |
| Naumannstraße 33 (Karte) | Wohnhaus                            |                                                                         | 094 97139          | Baudenkmal     | BW |
| Puschkinallee 1 ohne Anbindung an Straßenflucht in parkähnlichem Garten (Karte) | Villa                               |                                                                         | 094 97137          | Baudenkmal     | BW |
| Seehäuser Straße (Karte) | Gedenkstätte                        |                                                                         | 094 36415          | Baudenkmal     | BW |
| Seehäuser Straße 2 Auf der Bieseinsel (Karte) | Mühle                               |                                                                         | 094 97172          | Baudenkmal     | BW |
| Seehäuser Straße 1, 3 (Karte) | Wohnhaus                            |                                                                         | 094 97168          | Baudenkmal     | Wohnhaus |
| Stendaler Straße 29 (Karte) | Wohnhaus                            |                                                                         | 094 97116          | Baudenkmal     | BW |
| Stendaler Straße 37 | Hospital                            | St. Georg                                                               | 094 97142          | Baudenkmal     | |
| Wallpromenade 25, Ecke Naumannstraße (Karte) | Kirche                              | katholische St.-Joseph-Kirche, 1928 nach Plänen von Kurt Matern erbaut. | 094 97118          | Baudenkmal     | Kirche |
| Wasserstraße 12 (Karte) | Diakonat                            |                                                                         | 094 97164          | Baudenkmal     | BW |
| Wasserstraße 13 (Karte) | Wohnhaus                            |                                                                         | 094 97163          | Baudenkmal     | Wohnhaus |
| Wasserstraße 16 (Karte) | Wohnhaus                            |                                                                         | 094 97162          | Baudenkmal     | BW |
| Wasserstraße 17 (Karte) | Wohnhaus                            |                                                                         | 094 97161          | Baudenkmal     | BW |
| Wasserstraße 19 (Karte) | Wohnhaus                            |                                                                         | 094 97160          | Baudenkmal     | BW |
| Werbener Straße Flurstück Nr. 1155/76, nordöstl. Rand der Ortslage (Karte) | Friedhof                            |                                                                         | 094 97171          | Baudenkmal     | BW |
| Werbener Straße (Karte) | Kapelle                             | St. Martin                                                              | 094 97130          | Baudenkmal     | Kapelle |
| Werbener Straße 1 (Karte) | Schule                              | Markgraf-Albrecht-Gymnasium                                             | 094 97174          | Baudenkmal     | BW |
| Werbener Straße 1 auf dem Schulhof der Markgraf-Albrecht-Schule, entlang der rückwärtigen Grenze Großer Markt 7, 8 (Karte) | Stadtmauer                          |                                                                         | 094 96751          | Baudenkmal     | BW |

### Ballerstedt
| Lage                | Bezeichnung | Beschreibung | Erfassungs- nummer | Ausweisungsart | Bild   |
| ------------------- | ----------- | ------------ | ------------------ | -------------- | ------ |
| Kirchstraße (Karte) | Kirche      |              | 094 36361          | Baudenkmal     | Kirche |

### Calberwisch
| Lage                      | Bezeichnung         | Beschreibung                   | Erfassungs- nummer | Ausweisungsart               | Bild                |
| ------------------------- | ------------------- | ------------------------------ | ------------------ | ---------------------------- | ------------------- |
| Dorfstraße (Karte)        | Kirche              |                                | 094 36377          | Baudenkmal                   | Weitere Bilder      |
| Dorfstraße 37, 39 (Karte) | Bauernhaus          |                                | 094 36586          | Baudenkmal                   | BW                  |
| Schloßstraße 15 (Karte)   | Schloss Calberwisch | Rittergut ehemaliges Rittergut | 094 36378          | Baudenkmal                   | Schloss Calberwisch |
| Schloßstraße              | Park                | Park                           | 094 36378 001      | Teilobjekt eines Baudenkmals |                     |

### Dequede
| Lage                           | Bezeichnung | Beschreibung | Erfassungs- nummer | Ausweisungsart | Bild        |
| ------------------------------ | ----------- | ------------ | ------------------ | -------------- | ----------- |
| außerhalb der Ortslage (Karte) | Fernsehturm |              | 094 36480          | Baudenkmal     | Fernsehturm |
| Dorfstraße (Karte)             | Kirche      |              | 094 36436          | Baudenkmal     | Kirche      |

### Dobbrun
| Lage                      | Bezeichnung | Beschreibung | Erfassungs- nummer | Ausweisungsart | Bild           |
| ------------------------- | ----------- | ------------ | ------------------ | -------------- | -------------- |
| Dorfstraße (Karte)        | Dorfkirche  | Kirche       | 094 36452          | Baudenkmal     | Weitere Bilder |
| Dorfstraße 5 (Karte)      | Wohnhaus    |              | 094 36590          | Baudenkmal     | Wohnhaus       |
| Dorfstraße 7 (Karte)      | Rittergut   |              | 094 36453          | Baudenkmal     | BW             |
| Dorfstraße 15 (Karte)     | Bauernhaus  |              | 094 36454          | Baudenkmal     | Bauernhaus     |
| Dorfstraße 34, 35 (Karte) | Bauernhaus  |              | 094 36589          | Baudenkmal     | Bauernhaus     |

### Düsedau
| Lage                       | Bezeichnung        | Beschreibung | Erfassungs- nummer | Ausweisungsart | Bild           |
| -------------------------- | ------------------ | ------------ | ------------------ | -------------- | -------------- |
| Alte Dorfstraße (Karte)    | Dorfkirche Düsedau | Kirche       | 094 36376          | Baudenkmal     | Weitere Bilder |
| Alte Dorfstraße 7 (Karte)  | Bauernhaus         | Bauernhaus   | 094 36588          | Baudenkmal     | Bauernhaus     |
| Alte Dorfstraße 17 (Karte) | Bauernhof          | Bauernhof    | 094 36587          | Baudenkmal     | Bauernhof      |

### Erxleben
| Lage                                          | Bezeichnung  | Beschreibung                       | Erfassungs- nummer | Ausweisungsart | Bild           |
| --------------------------------------------- | ------------ | ---------------------------------- | ------------------ | -------------- | -------------- |
| Lange Straße 12 hofständig bei Nr. 10 (Karte) | Bauernhaus   |                                    | 094 36600          | Baudenkmal     | BW             |
| Lange Straße 14 (Karte)                       | Wohnhaus     |                                    | 094 36601          | Baudenkmal     | BW             |
| Kirchstraße (Karte)                           | Kirche       |                                    | 094 36379          | Baudenkmal     | Weitere Bilder |
| Möckern 22 (Karte)                            | Bauernhof    |                                    | 094 36598          | Baudenkmal     | BW             |
| Möckern 27 (Karte)                            | Speicher     |                                    | 094 36597          | Baudenkmal     | BW             |
| Osterburger Straße (Karte)                    | Distanzstein | Preußischer Rundsockelstein (0948) | 094 36603          | Kleindenkmal   | Distanzstein   |

### Flessau
| Lage                                                | Bezeichnung  | Beschreibung                | Erfassungs- nummer | Ausweisungsart | Bild   |
| --------------------------------------------------- | ------------ | --------------------------- | ------------------ | -------------- | ------ |
| Bahnhofstraße 6 (Karte)                             | Pfarrhof     |                             | 094 36609          | Baudenkmal     | BW     |
| Dorfstraße (Karte)                                  | Kirche       |                             | 094 36382          | Baudenkmal     | Kirche |
| Dorfstraße K 1.075, Abschnitt 003, km 0,010 (Karte) | Distanzstein | Preußischer Rundsockelstein | 094 36608          | Kleindenkmal   | BW     |
| Dorfstraße 20 (Karte)                               | Bauernhaus   |                             | 094 36607          | Baudenkmal     | BW     |
| Dorfstraße 34 (Karte)                               | Bauernhaus   |                             | 094 36606          | Baudenkmal     | BW     |
| Dorfstraße 36 (Karte)                               | Bauernhaus   |                             | 094 36383          | Baudenkmal     | BW     |
| Dorfstraße 45 (Karte)                               | Bauernhof    |                             | 094 36384          | Baudenkmal     | BW     |
| Dorfstraße 46 (Karte)                               | Bauernhaus   |                             | 094 36611          | Baudenkmal     | BW     |
| Dorfstraße 48 (Karte)                               | Bauernhaus   |                             | 094 36385          | Baudenkmal     | BW     |
| Dorfstraße 50 (Karte)                               | Bauernhaus   |                             | 094 36610          | Baudenkmal     | BW     |
| Dorfstraße 58 (Karte)                               | Bauernhaus   |                             | 094 36386          | Baudenkmal     | BW     |

### Gladigau
| Lage               | Bezeichnung | Beschreibung | Erfassungs- nummer | Ausweisungsart | Bild   |
| ------------------ | ----------- | ------------ | ------------------ | -------------- | ------ |
| Dorfstraße (Karte) | Kirche      |              | 107 35013          | Baudenkmal     | Kirche |

### Groß Rossau
| Lage               | Bezeichnung | Beschreibung | Erfassungs- nummer | Ausweisungsart | Bild   |
| ------------------ | ----------- | ------------ | ------------------ | -------------- | ------ |
| Dorfstraße (Karte) | Kirche      |              | 107 35017          | Baudenkmal     | Kirche |

### Klein Ballerstedt
| Lage                  | Bezeichnung | Beschreibung       | Erfassungs- nummer | Ausweisungsart | Bild   |
| --------------------- | ----------- | ------------------ | ------------------ | -------------- | ------ |
| Dorfstraße (Karte)    | Kirche      | St. Peter und Paul | 094 36362          | Baudenkmal     | Kirche |
| Dorfstraße 12 (Karte) | Bauernhaus  |                    | 094 36363          | Baudenkmal     | BW     |

### Klein Rossau
| Lage                    | Bezeichnung | Beschreibung | Erfassungs- nummer | Ausweisungsart | Bild   |
| ----------------------- | ----------- | ------------ | ------------------ | -------------- | ------ |
| Alte Dorfstraße (Karte) | Kirche      |              | 107 35014          | Baudenkmal     | Kirche |

### Königsmark
| Lage                                                     | Bezeichnung            | Beschreibung | Erfassungs- nummer | Ausweisungsart | Bild   |
| -------------------------------------------------------- | ---------------------- | ------------ | ------------------ | -------------- | ------ |
| Dorfstraße Wohnplatz Blankensee (Karte)                  | Bauernhof              |              | 094 36655          | Baudenkmal     | BW     |
| Dorfstraße Wohnplatz Blankensee, gegenüber Nr. 3 (Karte) | Transformatorenstation |              | 094 36655          | Baudenkmal     | BW     |
| Lindenring 6 (Karte)                                     | Stellmacherei          |              | 094 36647          | Baudenkmal     | BW     |
| Lindenring 16 (Karte)                                    | Gutshaus               |              | 094 36648          | Baudenkmal     | BW     |
| Rohrbecker Weg (Karte)                                   | Kirche                 |              | 094 36425          | Baudenkmal     | Kirche |

### Krevese
| Lage                                                          | Bezeichnung | Beschreibung                        | Erfassungs- nummer | Ausweisungsart               | Bild           |
| ------------------------------------------------------------- | ----------- | ----------------------------------- | ------------------ | ---------------------------- | -------------- |
| Gutshof (Karte)                                               | Rittergut   | Rittergut Krevese mit Klosterkirche | 094 36435          | Baudenkmal                   | Weitere Bilder |
| Gutshof, Innerhalb des ehemaligen Rittergutes Krevese (Karte) | Kirche      | Kirche                              | 094 36435 001      | Teilobjekt eines Baudenkmals | BW             |
| Hauptstraße/Dequeder STraße (Karte)                           | Meilenstein |                                     |                    | Kleindenkmal                 | BW             |
| Hauptstraße/Dequeder STraße (Karte)                           | Meilenstein |                                     |                    | Kleindenkmal                 | BW             |

### Krumke
| Lage                                             | Bezeichnung       | Beschreibung   | Erfassungs- nummer | Ausweisungsart               | Bild              |
| ------------------------------------------------ | ----------------- | -------------- | ------------------ | ---------------------------- | ----------------- |
| Parkstraße 1, 2, 3, 4, 5, 6, 7, 8, 9, 11 (Karte) | Schloss Krumke    | Schloss Krumke | 094 36456          | Baudenkmal                   | Weitere Bilder    |
| Parkstraße (Karte)                               | Park              | Park           | 094 36456 001      | Teilobjekt eines Baudenkmals | Park              |
| Parkstraße 13 (Karte)                            | Dorfkirche Krumke | Kirche         | 094 36455          | Baudenkmal                   | Dorfkirche Krumke |
| Schloßstraße 7 (Karte)                           | Wohnhaus          | Wohnhaus       | 094 36594          | Baudenkmal                   | BW                |
| Parkstraße 1 - 9 (Karte)                         | Wirtschaftshof    |                | 094 36456 003      | Teilobjekt eines Baudenkmals | Wirtschaftshof    |

### Meseberg
| Lage                                                    | Bezeichnung            | Beschreibung | Erfassungs- nummer | Ausweisungsart | Bild                   |
| ------------------------------------------------------- | ---------------------- | ------------ | ------------------ | -------------- | ---------------------- |
| 14 Straße nach Blankensee (Karte)                       | Molkerei               |              | 094 36656          | Baudenkmal     | BW                     |
| Dorfstraße (Karte)                                      | Kirche                 |              | 094 36449          | Baudenkmal     | Kirche                 |
| Dorfstraße 11 (Karte)                                   | Schmiede               |              | 094 36634          | Baudenkmal     | Schmiede               |
| Meseberger Str 9 ehem. Ernst-Thälmann-Straße 22 (Karte) | Gutshaus               |              | 094 36450          | Baudenkmal     | Gutshaus               |
| Meseberger Str 6 ehem. Ernst-Thälmann-Straße 27 (Karte) | Wohnhaus               |              | 094 36637          | Baudenkmal     | Wohnhaus               |
| Kattwinkel (Karte)                                      | Transformatorenstation |              | 094 36636          | Baudenkmal     | Transformatorenstation |
| Ottos Hof 1 ehem Osterburger Straße 1 (Karte)           | Bauernhaus             | Ottos Hof    | 094 36632          | Baudenkmal     | Bauernhaus             |

### Möckern
| Lage               | Bezeichnung | Beschreibung | Erfassungs- nummer | Ausweisungsart | Bild |
| ------------------ | ----------- | ------------ | ------------------ | -------------- | ---- |
| Möckern 27 (Karte) | Speicher    |              | 094 36597          | Baudenkmal     | BW   |

### Natterheide
| Lage               | Bezeichnung | Beschreibung | Erfassungs- nummer | Ausweisungsart | Bild   |
| ------------------ | ----------- | ------------ | ------------------ | -------------- | ------ |
| Dorfstraße (Karte) | Kirche      |              | 094 36387          | Baudenkmal     | Kirche |

### Orpensdorf
| Lage               | Bezeichnung           | Beschreibung | Erfassungs- nummer | Ausweisungsart | Bild                  |
| ------------------ | --------------------- | ------------ | ------------------ | -------------- | --------------------- |
| Dorfstraße (Karte) | Dorfkirche Orpensdorf |              | 107 35018          | Baudenkmal     | Dorfkirche Orpensdorf |

### Polkau
| Lage                                     | Bezeichnung | Beschreibung | Erfassungs- nummer | Ausweisungsart | Bild   |
| ---------------------------------------- | ----------- | ------------ | ------------------ | -------------- | ------ |
| K1069, Abschnitt 058, km 3,203 (Karte)   | Wegweiser   |              | 094 36605          | Kleindenkmal   | BW     |
| Dorfstraße (Karte)                       | Kirche      |              | 094 36380          | Baudenkmal     | Kirche |
| Dorfstraße 1, 3, 5, 7, 9, 10, 16 (Karte) | Ortskern    |              | 094 36604          | Denkmalbereich | BW     |

### Polkern
| Lage               | Bezeichnung | Beschreibung | Erfassungs- nummer | Ausweisungsart | Bild   |
| ------------------ | ----------- | ------------ | ------------------ | -------------- | ------ |
| Dorfstraße (Karte) | Kirche      |              | 094 36437          | Baudenkmal     | Kirche |

### Rengerslage
| Lage                  | Bezeichnung | Beschreibung | Erfassungs- nummer | Ausweisungsart | Bild           |
| --------------------- | ----------- | ------------ | ------------------ | -------------- | -------------- |
| Dorfstraße (Karte)    | Dorfkirche  | Kirche       | 094 36426          | Baudenkmal     | Weitere Bilder |
| Dorfstraße 34 (Karte) | Bauernhaus  |              | 094 36562          | Baudenkmal     | BW             |

### Rönnebeck
| Lage               | Bezeichnung | Beschreibung | Erfassungs- nummer | Ausweisungsart | Bild           |
| ------------------ | ----------- | ------------ | ------------------ | -------------- | -------------- |
| Dorfstraße (Karte) | Kirche      |              | 094 36389          | Baudenkmal     | Weitere Bilder |

### Schliecksdorf
| Lage                                                                   | Bezeichnung | Beschreibung | Erfassungs- nummer | Ausweisungsart | Bild   |
| ---------------------------------------------------------------------- | ----------- | ------------ | ------------------ | -------------- | ------ |
| K1.037 Abschnitt 009, km 3,8; zwischen Schliecksdorf und Zedau (Karte) | Wegweiser   |              | 094 36596          | Kleindenkmal   | BW     |
| Dorfstraße (Karte)                                                     | Kirche      |              | 094 36462          | Baudenkmal     | Kirche |
| Dorfstraße 3, 4, 5, 6, 7, 8, 9 (Karte)                                 | Ortskern    |              | 094 36595          | Denkmalbereich | BW     |

### Schmersau
| Lage               | Bezeichnung | Beschreibung | Erfassungs- nummer | Ausweisungsart | Bild   |
| ------------------ | ----------- | ------------ | ------------------ | -------------- | ------ |
| Dorfstraße (Karte) | Kirche      |              | 107 35012          | Baudenkmal     | Kirche |

### Storbeck
| Lage                                | Bezeichnung | Beschreibung | Erfassungs- nummer | Ausweisungsart | Bild   |
| ----------------------------------- | ----------- | ------------ | ------------------ | -------------- | ------ |
| Dorfstraße (Karte)                  | Kirche      |              | 094 36390          | Baudenkmal     | Kirche |
| Dorfstraße gegenüber Kirche (Karte) | Wegweiser   |              | 094 36640          | Kleindenkmal   | BW     |
| Dorfstraße 11 (Karte)               | Bauernhaus  |              | 094 36393          | Baudenkmal     | BW     |
| Dorfstraße 13 (Karte)               | Bauernhof   |              | 094 36394          | Baudenkmal     | BW     |
| Dorfstraße 18 (Karte)               | Bauernhaus  |              | 094 36392          | Baudenkmal     | BW     |
| Dorfstraße 27 (Karte)               | Bauernhaus  |              | 094 36395          | Baudenkmal     | BW     |
| Dorfstraße 29 (Karte)               | Bauernhaus  |              | 094 36391          | Baudenkmal     | BW     |

### Uchtenhagen
| Lage               | Bezeichnung | Beschreibung | Erfassungs- nummer | Ausweisungsart | Bild           |
| ------------------ | ----------- | ------------ | ------------------ | -------------- | -------------- |
| Dorfstraße (Karte) | Kirche      | St. Marien   | 094 36470          | Baudenkmal     | Weitere Bilder |

### Walsleben
| Lage                       | Bezeichnung | Beschreibung | Erfassungs- nummer | Ausweisungsart | Bild           |
| -------------------------- | ----------- | ------------ | ------------------ | -------------- | -------------- |
| Alte Dorfstraße (Karte)    | Kirche      |              | 094 36469          | Baudenkmal     | Weitere Bilder |
| Alte Dorfstraße 18 (Karte) | Wohnhaus    |              | 094 36585          | Baudenkmal     | Wohnhaus       |
| Hauptstraße 4 (Karte)      | Wohnhaus    |              | 094 36584          | Baudenkmal     | Wohnhaus       |

### Wasmerslage
| Lage                                              | Bezeichnung            | Beschreibung | Erfassungs- nummer | Ausweisungsart | Bild                   |
| ------------------------------------------------- | ---------------------- | ------------ | ------------------ | -------------- | ---------------------- |
| Feldstraße außerhalb der Ortslage (Karte)         | Transformatorenstation |              | 094 36650          | Baudenkmal     | Transformatorenstation |
| Feldstraße 16 am Abzweig nach Rengerslage (Karte) | Bauernhaus             |              | 094 36649          | Baudenkmal     | Bauernhaus             |

### Wollenrade
| Lage                           | Bezeichnung  | Beschreibung                | Erfassungs- nummer | Ausweisungsart | Bild   |
| ------------------------------ | ------------ | --------------------------- | ------------------ | -------------- | ------ |
| Dorfstraße (Karte)             | Kirche       |                             | 094 36396          | Baudenkmal     | Kirche |
| Dorfstraße Ortseingang (Karte) | Distanzstein | Preußischer Rundsockelstein | 094 36662          | Kleindenkmal   | BW     |

### Wolterslage
| Lage                    | Bezeichnung            | Beschreibung | Erfassungs- nummer | Ausweisungsart | Bild     |
| ----------------------- | ---------------------- | ------------ | ------------------ | -------------- | -------- |
| Dorfstraße 7 (Karte)    | Transformatorenstation |              | 094 36651          | Baudenkmal     | BW       |
| Lindenstraße (Karte)    | Kirche                 |              | 094 36427          | Baudenkmal     | Kirche   |
| Lindenstraße 30 (Karte) | Gutshaus               |              | 094 18019          | Baudenkmal     | Gutshaus |
| Lindenstraße 38 (Karte) | Bauernhof              |              | 094 36652          | Baudenkmal     | BW       |

### Zedau
| Lage                                          | Bezeichnung        | Beschreibung | Erfassungs- nummer | Ausweisungsart | Bild   |
| --------------------------------------------- | ------------------ | ------------ | ------------------ | -------------- | ------ |
| Hauptstraße (Karte)                           | Kirche             |              | 094 36460          | Baudenkmal     | Kirche |
| Hauptstraße westlich neben der Kirche (Karte) | Wirtschaftsgebäude |              | 094 36593          | Baudenkmal     | BW     |
| Hauptstraße Abzweig nach Krumke (Karte)       | Wegestein          |              |                    | Kleindenkmal   | BW     |
| Weg nach Krumke (Karte)                       | Wegweiser          |              | 094 36591          | Kleindenkmal   | BW     |
| Hauptstraße 10 (Karte)                        | Bauernhaus         |              | 094 36457          | Baudenkmal     | BW     |
| Hauptstraße 16 (Karte)                        | Bauernhof          |              | 094 36458          | Baudenkmal     | BW     |
| Hauptstraße 22 (Karte)                        | Bauernhaus         |              | 094 36459          | Baudenkmal     | BW     |
| Hauptstraße 26 (Karte)                        | Wirtschaftsgebäude |              | 094 36592          | Baudenkmal     | BW     |

## Ehemalige Kulturdenkmale nach Ortsteilen
Die nachfolgenden Objekte waren ursprünglich ebenfalls denkmalgeschützt oder wurden in der Literatur als Kulturdenkmale geführt. Die Denkmale bestehen heute jedoch nicht mehr, ihre Unterschutzstellung wurde aufgehoben oder sie werden nicht mehr als Denkmale betrachtet.

### Erxleben
| Lage                   | Bezeichnung | Beschreibung | Erfassungs- nummer | Ausweisungsart | Bild |
| ---------------------- | ----------- | ------------ | ------------------ | -------------- | ---- |
| Kurze Straße 7 (Karte) | Bauernhof   |              | 094 36602          | Baudenkmal     | BW   |
| Möckern 25 (Karte)     | Bauernhaus  |              | 094 36599          | Baudenkmal     | BW   |

### Hansestadt Osterburg (Altmark)
| Lage                                                                         | Bezeichnung | Beschreibung                                                | Erfassungs- nummer | Ausweisungsart | Bild |
| ---------------------------------------------------------------------------- | ----------- | ----------------------------------------------------------- | ------------------ | -------------- | ---- |
| Breite Straße 69 Rückseite des Grundstücks, Giebel zur Nordpromenade (Karte) | Scheune     | Scheune Im Jahr 2021 aus dem Denkmalverzeichnis gestrichen. | 094 97341          | Baudenkmal     | BW   |
| Großer Markt 9 (Karte)                                                       | Wohnhaus    |                                                             | 094 97147          | Baudenkmal     | BW   |

### Meseberg
| Lage                 | Bezeichnung | Beschreibung | Erfassungs- nummer | Ausweisungsart | Bild |
| -------------------- | ----------- | ------------ | ------------------ | -------------- | ---- |
| Langenschlag (Karte) | Mühle       |              | 094 36635          | Baudenkmal     | BW   |

### Natterheide
| Lage                  | Bezeichnung | Beschreibung | Erfassungs- nummer | Ausweisungsart | Bild |
| --------------------- | ----------- | ------------ | ------------------ | -------------- | ---- |
| Dorfstraße 26 (Karte) | Bauernhof   |              | 094 36388          | Baudenkmal     | BW   |

## Legende
In den Spalten befinden sich folgende Informationen:
- Lage: Nennt den Straßennamen und wenn vorhanden die Hausnummer des Kulturdenkmals. Die Grundsortierung der Liste erfolgt nach dieser Adresse. Der Link „Karte“ führt zu verschiedenen Kartendarstellungen und nennt die geographischen Koordinaten.
Link zu einem Kartenansichtstool, um Koordinaten zu setzen. In der Kartenansicht sind Baudenkmale ohne Koordinaten mit einem roten bzw. orangen Marker dargestellt und können in der Karte gesetzt werden. Baudenkmale ohne Bild sind mit einem blauen bzw. roten Marker gekennzeichnet, Baudenkmale mit Bild mit einem grünen bzw. orangen Marker.
- Offizielle Bezeichnung: Nennt den Namen, die Bezeichnung oder zumindest die Art des Kulturdenkmals und verlinkt, soweit vorhanden, auf den Artikel zum Objekt.
- Beschreibung: Nennt bauliche und geschichtliche Einzelheiten des Kulturdenkmals, vorzugsweise die Denkmaleigenschaften.
- Erfassungsnummer: Für jedes Kulturdenkmal wird in Sachsen-Anhalt eine 20stellige Erfassungsnummer vergeben. Die letzten zwölf Ziffern werden für die Untergliederung nach Teilobjekten genutzt und werden nur angegeben, soweit vergeben. In dieser Spalte kann sich folgendes Icon  befinden, dies führt zu Angaben zu diesem Baudenkmal bei Wikidata.
- Ausweisungsart: Die Einordnung des Denkmales nach § 2 Abs. 2 DenkmSchG LSA
- Bild: Ein Bild des Denkmales, und gegebenenfalls einen Link zu weiteren Fotos des Kulturdenkmals im Medienarchiv Wikimedia Commons. Wenn man auf das Kamerasymbol klickt, können Fotos zu Kulturdenkmalen aus dieser Liste hochgeladen werden: